# Kenneth Colley
Kenneth Colley (Manchester, 7 december 1937 – Ashford, 30 juni 2025) was een Brits acteur, filmproducent, filmregisseur en scenarioschrijver.

## Carrière
Colley begon in 1961 met acteren in de televisieserie A for Andromeda, waarna hij nog in meer dan 140 televisieseries en films speelde. Hij is onder andere bekend van zijn rol als admiraal Piett in de films Star Wars: Episode V: The Empire Strikes Back (1980), Star Wars: Episode VI: Return of the Jedi (1983) en Lego Star Wars: The Empire Strikes Out (televisie, 2012). Naast het acteren voor televisie was hij ook actief in het theater.
Colley overleed op 30 juni 2025 op 87-jarige leeftijd.

## Filmografie

### Films
Selectie:
- 1990 - I Hired a Contract Killer - als de huurmoordenaar
- 1990 - The Last Island - als Nick
- 1983 - Star Wars: Episode VI - Return of the Jedi - als admiraal Piett
- 1982 - Firefox - als kolonel Kontarsky
- 1980 - Star Wars: Episode V - The Empire Strikes Back - als admiraal Piett
- 1979 - Monty Python's Life of Brian - als Jezus
- 1975 - Lisztomania - als Frédéric Chopin
- 1974 - Juggernaut - als detective Brown
- 1971 - The Devils - als Legrand
- 1971 - The Music Lovers - als Modest Tsjaikovski
- 1970 - Performance - als Tony Farrell
- 1967 - How I Won the War - als tweede vervanger

### Televisieseries
Selectie:
- 2016 Peaky Blinders - als Vicente Changretta - 2 afl.
- 2009 Casualty 1909 - als dr. Frederick Smith - 3 afl.
- 2008 Holby Blue - als John sr. - 4 afl.
- 2003 EastEnders - als Brian - 3 afl.
- 1994-1995 Moving Story - als Ken Uttley - 13 afl.
- 1986 Return to Treasure Island - als Ben Gunn - 10 afl.
- 1982 I Remember Nelson - als vice-admiraal Horatio Viscount Nelson - 4 afl.
- 1979 The Danedyke Mystery - als de majoor - 6 afl.
- 1978 Pennies from Heaven - als de accordeonman - 6 afl.
- 1975 The Love School - als Edward Burne-Jones - 4 afl.
- 1968 Look and Read - als mr. Moon - 8 afl.
- 1967 Hobson's Choice - als Will Mossop - 3 afl.
- 1964-1966 Emergency-Ward 10 - als Arthur Pastor / Ed - 4 afl.

### Filmproducent/Filmregisseur
- 2007 Alligator - korte film
- 2007 Greetings - film
- 2006 A Nearly Silent Film - korte film

### Scenarioschrijver
- 2007 Alligator - korte film
- 2007 Greetings - film

- Bibsys: 11008053
- Bibliothèque nationale de France: cb14165714z (data)
- Gemeinsame Normdatei: 140729755
- International Standard Name Identifier: 0000 0001 2103 6836
- Library of Congress Control Number: no96047575
- Nationale Bibliotheek van Tsjechië: xx0154036
- Nationale Bibliotheek van Israël: 987007459770505171
- Nederlandse Thesaurus van Auteursnamen: 304410969
- Système universitaire de documentation: 14910152X
- Virtual International Authority File: 107724643
- WorldCat: E39PBJdRB4BYB7DpQ864wkDwmd